# Water of Leith (Neuseeland)
Water of Leith ist ein kleiner Fluss im Südosten der Südinsel Neuseelands, der sich durch das nördliche Stadtgebiet von Dunedin schlängelt. Er beginnt im Leith Valley und bildet den Abfluss des Sullivans Dam. Von dort fließt er zunächst in südwestlicher Richtung, dann durch den Norden von Dunedin in südöstlicher Richtung bis zur Mündung in den Otago Harbour. Der Großteil des Flusslaufs verläuft nahe dem New Zealand State Highway 1.